# Episodi di Blue Heelers - Poliziotti con il cuore (seconda stagione)
La seconda stagione della serie televisiva Blue Heelers - Poliziotti con il cuore è stata trasmessa in anteprima in Australia da Seven Network tra il 21 febbraio 1995 e il 28 novembre 1995.
| nº | Titolo originale         | Titolo italiano | Prima TV Australia | Prima TV Italia |
| -- | ------------------------ | --------------- | ------------------ | --------------- |
| 1  | Without a Trace          |                 | 21 febbraio 1995   |                 |
| 2  | A Question of Courage    |                 | 28 febbraio 1995   |                 |
| 3  | Cruel Reality            |                 | 7 marzo 1995       |                 |
| 4  | Mates                    |                 | 14 marzo 1995      |                 |
| 5  | Out of Harm's Way        |                 | 21 marzo 1995      |                 |
| 6  | Breaking the Cycle       |                 | 28 marzo 1995      |                 |
| 7  | Heavy Traffic            |                 | 4 aprile 1995      |                 |
| 8  | Gun Law                  |                 | 11 aprile 1995     |                 |
| 9  | Ripples on the Pond      |                 | 18 aprile 1995     |                 |
| 10 | Protected Species        |                 | 25 aprile 1995     |                 |
| 11 | Stop for a Bite          |                 | 2 maggio 1995      |                 |
| 12 | The Long Winding Road    |                 | 9 maggio 1995      |                 |
| 13 | The Old School Tie       |                 | 16 maggio 1995     |                 |
| 14 | Motherlove               |                 | 23 maggio 1995     |                 |
| 15 | Dead Ringer              |                 | 30 maggio 1995     |                 |
| 16 | Salutary Lessons         |                 | 6 giugno 1995      |                 |
| 17 | Shadow Man               |                 | 13 giugno 1995     |                 |
| 18 | Trust Me                 |                 | 20 giugno 1995     |                 |
| 19 | Parenting                |                 | 27 giugno 1995     |                 |
| 20 | Gun Crazy                |                 | 4 luglio 1995      |                 |
| 21 | With Prejudice           |                 | 11 luglio 1995     |                 |
| 22 | Paranoia (Part 1)        |                 | 18 luglio 1995     |                 |
| 23 | Paranoia (Part 2)        |                 | 25 luglio 1995     |                 |
| 24 | The Collector            |                 | 1º agosto 1995     |                 |
| 25 | The Homecoming Queen     |                 | 8 agosto 1995      |                 |
| 26 | Secrets                  |                 | 15 agosto 1995     |                 |
| 27 | The Last Straw           |                 | 22 agosto 1995     |                 |
| 28 | The Best of Rivals       |                 | 29 agosto 1995     |                 |
| 29 | Swings and Roundabouts   |                 | 5 settembre 1995   |                 |
| 30 | Double Jeopardy (Part 1) |                 | 12 settembre 1995  |                 |
| 31 | Double Jeopardy (Part 2) |                 | 19 settembre 1995  |                 |
| 32 | The Mongrel Factor       |                 | 26 settembre 1995  |                 |
| 33 | Just Desserts            |                 | 3 ottobre 1995     |                 |
| 34 | Unnatural Death          |                 | 10 ottobre 1995    |                 |
| 35 | Tough Love               |                 | 17 ottobre 1995    |                 |
| 36 | A Question of Loyalties  |                 | 24 ottobre 1995    |                 |
| 37 | Vow of Silence           |                 | 31 ottobre 1995    |                 |
| 38 | Juggling with Smoke      |                 | 7 novembre 1995    |                 |
| 39 | The Discount Suit        |                 | 7 novembre 1995    |                 |
| 40 | Brotherly Love (Part 1)  |                 | 21 novembre 1995   |                 |
| 41 | Brotherly Love (Part 2)  |                 | 28 novembre 1995   |                 |